# Досугово (Монастирщинський район)
Досугово (рос. Досугово) — село в Монастирщинському районі Смоленської області Росії. Входить до складу Александровського сільського поселення.
Населення — 241 особа (2007).

## Розташування
Розташоване в західній частині області на лівому березі річки Руфь за 11,5 км на північний захід від районного центру, смт Монастирщина.

## Історія
Станом на 1885 рік у колишньому власницькому селі, центрі Досуговської волості Краснинського повіту Смоленської губернії мешкало 769 осіб, налічувалось 106 дворових господарств, існували 2 православні церкви, 2 школи, водяний млин, 3 лавки, відбувалось 3 ярмарки на рік.
За переписом 1897 року кількість мешканців зросла до 1077 осіб (531 чоловічої статі та 546 — жіночої), з яких 1072 — православної віри.